# Base aerea Gamal Abd el-Nasser
La base aerea Gamal Abd el-Nasser è una infrastruttura dell'Aeronautica militare libica, una volta conosciuta come Royal Air Force Station El Adem, in Cirenaica intorno alla località di El-Adem, a sud della città portuale di Tobruch in Libia.

## Storia
La base venne costruita dagli italiani durante la colonizzazione della Libia.
Durante la seconda guerra mondiale, nel corso dei successivi oscillamenti del fronte, el-Adem ospitò a varie riprese numerose unità appartenenti alla RAF, tra squadroni, stormi, unità di manutenzione e riparazione; il periodo di più intenso utilizzo si verificò nella prima metà del 1942. La base fu denominata dai britannici "Landing Ground 144".

Il vice maresciallo Raymond Collishaw a El-Adem nel gennaio 1941

In seguito alla totale sconfitta dello schieramento italo-tedesco nella seconda battaglia di El Alamein e alla lenta avanzata verso ovest dell'8ª Armata britannica, el-Adem divenne una base permanente della RAF e l'aeroporto, largamente ricostruito dagli inglesi, tornò ad essere pienamente operativo a partire dal 12 dicembre 1942. Fu usato dalla RAF e dalla United States Air Force sino al 16 settembre 1944, quando l'aeroporto militare fu chiuso e l'unità che in quel momento vi stazionava (il 336th Squadron) venne trasferita in altro luogo.
Nel dopoguerra fu eletta a scalo del RAF Desert Rescue Team e base di rifornimento per i voli del Transport Command: questa presenza britannica nel Regno Unito di Libia, costituitosi dopo la fine dell'amministrazione fiduciaria anglo-francese sulla ex colonia, fu regolamentata da un trattato sottoscritto nel 1953 da Londra e Tripoli.
La Royal Air Force Station El Adem venne usata il 7 febbraio 1952 per il rifornimento dell'aereo della British Overseas Airways Corporation sul quale era imbarcata la nuova Regina del Regno Unito Elisabetta II, durante il suo volo da Entebbe a Londra.
Dopo il colpo di Stato del 1º settembre 1969 che detronizzò re Idris e a consultazioni tra Londra e il sedicente Consiglio del Comando della rivoluzione, guidato dal colonnello Muʿammar Gheddafi, la RAF ebbe tempo sino al 31 marzo 1970 per sgomberare uomini e mezzi. L'evacuazione avvenne per fasi via mare, mediante sette vascelli che presero a bordo anche il personale dell'esercito stanziato vicino a Tobruch. El-Adem fu chiusa il 23 marzo 1970 o il 28 marzo 1970.
Il governo libico si riappropriò presto dell'aeroporto e lo ridenominò in onore del presidente egiziano Gamal Abd el-Nasser.
Un'immagine satellitare del 28 maggio 2015 mostrava che a El-Adem erano stanziati cinque aerei da caccia Mikoyan-Gurevich MiG-21, in forza all'Aeronautica libica fedele al regime e probabilmente forniti dall'Egitto.